# Röpckes Mühle
Röpckes Mühle in Uetersen war bis 1962 der größte Mühlbetrieb Schleswig-Holsteins.

## Geschichte

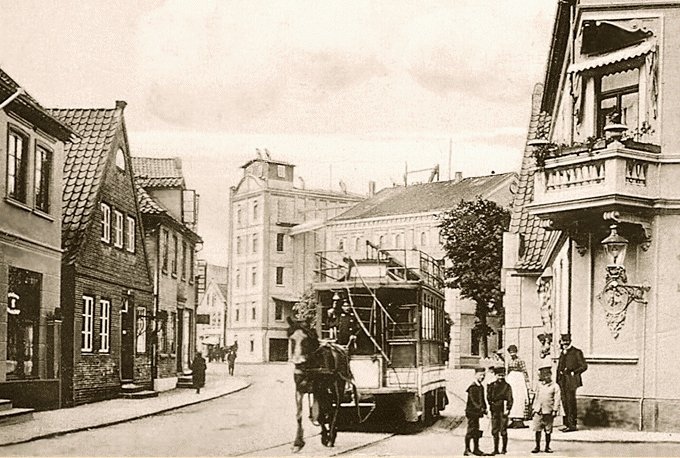
Röpckes Mühle im Hintergrund, davor die Pferdebahn – um 1900

Der Mühlbetrieb wurde 1851 von Johann Röpcke in Uetersen gegründet. Das Gebäude wurde im traditionellen Fachwerkbaustil errichtet und hatte für damalige Begriffe schon große Ausmaße. Zunächst wurde sie als Göpel-Mühle betrieben. Angetrieben wurde das Mühlwerk mit Pferdekraft. Hergestellt wurde vor allem Hafergrütze und Buchweizengrütze, die im Kleinverkauf an den Mann gebracht wurde. Im Jahr 1883 übernahm der Sohn Martin Röpcke die Mühle und ließ 1887 das Gebäude abreißen, um dort einen größeren Mühlbetrieb zu errichten. Eine große Dampfmaschine sorgte nun für den Antrieb der neuen Walzenstühle. Diese waren mit Porzellanwalzen ausgestattet und später Namensgeber für das bekannte Porlan-Mehl. In dieser Zeit wurde neben Grütze und Schrot auch Weizenmehl hergestellt. Dieses wurde zunächst im Holsteinischen Raum sowie in Altona und Hamburg verkauft. Für den Transport benutzte man vier Planwagen mit je zwei Pferden, die täglich unterwegs waren. In den folgenden Jahren wurde der Betrieb weiter vergrößert. 1894 und 1897 traten die beiden Söhne Johannes und Adolf in die Firma ein. Martin Röpcke hatte zwischenzeitlich begonnen, Kontakte in die nordischen Länder zu knüpfen, um dort Absatzmärkte für sein Weizenmehl zu erschließen. Gemeinsam wurde das Exportgeschäft weiter ausgebaut, und es entstanden Vertretungen in Dänemark, Finnland, Norwegen und Schweden. Der Export brachte es auf beachtliche Umsatzzahlen für das Porlan-Weizenmehl. Später wurden noch große Mengen dieses Mehls nach Südafrika exportiert.
Durch die hohen Verkaufszahlen kam es zu Schwierigkeiten beim Einkauf von Weizen. Dieser musste nun zusätzlich aus dem Ausland eingekauft werden. Per Schiff wurde er über die Pinnau in den Uetersener Hafen gebracht und dort umgeladen. 1905 wurde dann der große Getreide-Silo gebaut, um das Mehl zu lagern. Die Belegschaft der Firma war zwischenzeitlich auf etwa 40 Mitarbeiter angestiegen und man verarbeitete rund 100 Tonnen Getreide in 24 Stunden. Ende der 1920er Jahre ging das Exportgeschäft in die nordischen Länder zurück, dafür stieg die Inlandsnachfrage für das Weizenmehl an. Um der Nachfrage im Inland Herr zu werden, wurde der eigene Pferdefuhrpark abgeschafft und eine Speditionsfirma übernahm zusammen mit der Uetersener Eisenbahn den Transport des Weizenmehls.
Am 24. März 1938 kam es zu einem Großbrand in der Mühle. Die herbeigerufene Feuerwehr stand zunächst machtlos den Flammen gegenüber. Sofort wurden die Nachbarfeuerwehren aus Moorrege, Heist, Groß Nordende und Elmshorn zu Hilfe gerufen. Die Elmshorner Feuerwehr rückte mit ihrer damals hochmodernen Automobilleiter an. Vom Fliegerhorst Uetersen kamen noch 100 Luftwaffensoldaten hinzu, um zu helfen. Am frühen Nachmittag stürzte dann ein Teil des Silogiebels ein. Am Abend hatte man den Brand endlich unter Kontrolle und die ersten Einsatzkräfte konnten abgezogen werden. Die Nachlöscharbeiten jedoch dauerten noch einige Tage an. Der stark zerstörte Getreidesilo wurde wieder aufgebaut und erweitert. Mit einem Fassungsvermögen von über 3000 Tonnen Getreide wurde er zu einem der größten Silos Schleswig-Holsteins. Im Jahr 1951 wollte man das hundertjährige Firmenjubiläum groß feiern, aber der Zweite Weltkrieg, die Nachkriegszeit und Währungsreform machten diesen Plan zunichte, denn der Betrieb kämpfte bereits ums Überleben. 1956 wurde der Mühlbetrieb noch einmal modernisiert, um ihn wieder konkurrenzfähig zu machen. So wurden die alten Dampfmaschinen durch moderne Teerölmotoren mit 240 PS Leistung ersetzt. Aber die Bemühungen waren vergebens. Durch den Zweiten Weltkrieg waren die großen Weizenanbaugebiete in Pommern und Ostpreußen verloren gegangen. Der Weizen musste nun aus Übersee importiert werden und der Transport war zu teuer. So wurde der Mühlbetrieb 1962 stillgelegt. Bis 1968 verarbeitete man noch Gerste in der Mühle. Insgesamt wurden in dem Betrieb von 1851 bis 1968 über 20 Millionen Zentner Weizenmehl produziert. 1980 wurde Röpckes Mühle im Zuge der Umgestaltung des Stadtkerns abgerissen. Heute erinnern nur noch ein Straßenname und ein fünfstöckiges Wohngebäude an den ehemaligen Mühlbetrieb.